# کوپرولو (شاوشات)
کوپرولو (به ترکی استانبولی: Köprülü) یک منطقهٔ مسکونی در ترکیه است که در شاوشات واقع شده‌است. کوپرولو ۸۳ نفر جمعیت دارد.